# Euroregion Glacensis
Die regionale Vereinigung auf dem Gebiet Tschechiens und Polens, die Euroregion Glacensis verfolgt die Idee einer grenzübergreifenden Zusammenarbeit und der europäischen Einheit. Ziel ist auch die Weiterentwicklung der freundschaftlichen und wirtschaftlichen Kontakte zwischen Tschechien und Polen. Sie soll auch zur Erhaltung des kulturellen Erbes dieses Grenzgebietes dienen. Zugrunde liegt die "Europäische Rahmenvereinbarung über die grenzüberschreitende Zusammenarbeit zwischen den Verwaltungen und Organisationen. Gegründet wurde die Euroregion Glacensis am 5. Dezember 1996 in Hradec Králové. Sitz des Euroregion ist Rychnov nad Kněžnou, gleichzeitig der Sitz des tschechischen Sekretariats von Glacensis, die polnische Seite wird in Kłodzko verwaltet. Derzeit sind 65 Gemeinden und 11 Bezirke (Okres) Mitglied des Verbandes, die sich in drei Regionen befinden: Region Hradec Králové, Region Pardubice und Olomoucký kraj, auf einer Fläche von 1.726 km² mit 1.050.245 Einwohnern. Damit ist sie die größte tschechisch-polnische Euroregion mit der längsten gemeinsamen Grenze.

## Aufgaben der Euroregion
1. Regionalplanung
2. Zusammenarbeit in den Bereichen Wirtschaft und Handel
3. Die Erhaltung und Verbesserung der Umweltbedingungen
4. Aufbau und Anpassung der zwischenstaatlichen Infrastruktur
5. Zusammenarbeit beim Entstehen, Ablauf und Beseitigung der Folgen von Naturkatastrophen
6. Entwicklung des Tourismus und die Einrichtung neuer Grenzübergänge
7. Zusammenarbeit in den Bereichen Schule, Kultur und Sport
8. Zusammenarbeit auf humanitären und sozialen Gebieten

Daueraufgabe der Region ist die Beseitigung von Vorurteilen und Hindernissen, die in der Vergangenheit entstanden sind und Hilfe bei der Integration beider Länder.

## Mitglieder

### Tschechien
- Benecko
- Bílá Voda u Javorníka
- Bohuslavice nad Metují
- Brandýs nad Orlicí
- Broumov
- Chlumec nad Cidlinou
- Čenkovice
- Čermná nad Orlicí
- Červený Kostelec
- Česká Skalice
- Česká Třebová
- České Meziříčí
- Dobruška
- Dvůr Králové nad Labem
- Horní Adšrpach
- Hostinné
- Hradec Králové
- Hradec-Nová Ves
- Jablonné nad Orlicí
- Jaroměř
- Jeseník
- Kostelec nad Orlicí
- Králíky
- Křinice
- Kuks
- Kvasiny
- Lánov
- Lanškroun
- Letohrad
- Lhoty u Potštejna
- Machov
- Náchod
- Nové Město nad Metují
- Opočno
- Police nad Metují
- Rychnov nad Kněžnou
- Skuhrov nad Bělou
- Solnice
- Svitavy
- Synkov-Slemeno
- Šonov
- Špindlerův Mlýn
- Třebechovice pod Orebem
- Trutnov
- Týniště nad Orlicí
- Ústí nad Orlicí
- Vamberk
- Velké Poříčí
- Vysoké Mýto
- Zlaté Hory
- Žacléř
- Žamberk
- Gemeindeverband 1866 in der Region Trutnov
- Gemeindeverband Orlické hory in der Region Rychnov
- Gemeindeverband Žacléřsko
- Pardubický kraj

### Polen
Powiat Kłodzki
- Bystrzyca Kłodzka
- Duszniki-Zdrój
- Stadt Kłodzko
- Kłodzko
- Kudowa-Zdrój
- Lądek-Zdrój
- Lewin Kłodzki
- Międzylesie
- Stadt Nowa Ruda
- Nowa Ruda
- Polanica-Zdrój
- Radków
- Stronie Śląskie
- Szczytna

Powiat Ząbkowicki
- Bardo Śląskie
- Ciepłowody
- Kamieniec Ząbkowicki
- Stoszowice
- Ząbkowice Śląskie
- Ziębice
- Złoty Stok

Powiat Dzierżoniowski
- Bielawa